# Quinn Wilson
Quinn Brown Wilson (Chicago, 26 december 1908 - Evanston, Illinois, 14 juni 1978) was een Amerikaanse jazz-bassist en tubaïst.
Wilson speelde aanvankelijk viool, later studeerde hij compositie en arrangeren. In de jaren twintig speelde hij bij Tiny Parham, Walter Barnes, Jelly Roll Morton (1927), Erskine Tate (1928-1931) en Richard M. Jones. Van 1931 tot 1939 was hij actief voor bandleider en pianist Earl Hines, waarvoor hij ook arrangeerde. In de jaren veertig ging hij elektrische bas spelen en werken en opnemen met blues- en rhythm & blues-musici, waaronder John Lee Hooker. Hij speelde echter ook jazz, met Bill Reinhardt (jaren zestig) en Joe Kelly (jaren zeventig).